# Kniażołuka
Kniażołuka (ukr. Княжолука) – wieś na Ukrainie, w obwodzie iwanofrankiwskim, w rejonie dolińskim.
Częścią wsi jest dawniej samodzielna wieś Debelówka.

## Położenie
Wieś położona 6 km na południowy zachód od miasta Dolina.

## Historia
Wieś założona na podstawie przywileju ks. Witolda w 1383 r. W piśmie z 29 czerwca 1394 czytamy, że król Polski Władysław II Jagiełło daje swemu słudze Danielowi kilka wsi i miasteczek w Galicyji, potwierdzając jego prawo własności do tych wsi, które kupił lub zamienił. Kniażołuka też została w nim wymieniona.